# 山岡実
山岡 実（やまおか みのる）は、日本のアニメ演出家・監督。ムークアニメーション出身。現在はフリーランス。

## 経歴
2000年からムークアニメーションで制作進行を始め、その後演出助手を経てフリーランスとなり演出家デビューを果たす。
2007年からは一時期所属していたベガエンタテイメントを通じて『ドラえもん』の絵コンテ、演出を担当するようになり、2011年の『ドラえもん 新・のび太と鉄人兵団 〜はばたけ 天使たち〜』からは3年連続でドラえもん映画作品の演出に抜擢された。その後暫く同シリーズからは退いていたが2020年に復帰し、2021年にはスペシャル回の演出を担当するなど現在も同シリーズには参加し続けている。
初監督作品は2015年の『ワカコ酒』。また、2014年から2019年にかけては『デュエルマスターズ』シリーズに参加することが多かった。シンエイ動画やマッドハウスなどの作品に多く関わっている。

## 参加作品

### テレビアニメ
2000年
- タイムボカン2000 怪盗きらめきマン (制作進行)
- X-メン:エボリューション（米）（2000年 - 2003年、演出助手）

2005年
- 涼風（演出）

2006年
- ななみちゃん（演出）

2007年
- トランスフォーマー アニメイテッド（米）（演出）
- 大江戸ロケット（演出）
- 月面兎兵器ミーナ（演出）
- ドラえもん（2007年 - 2014年・2020年 -、絵コンテ・演出）
- ロケットガール（演出）

2008年
- のらみみ（絵コンテ・演出）
- 秘密 -トップ・シークレット-（絵コンテ・演出）
- 二十面相の娘（演出）
- 仮面のメイドガイ（絵コンテ）
- ヤッターマン（2008年 - 2009年、演出）

2009年
- ライドバック（演出）
- NARUTO疾風伝（演出）

2010年
- ご姉弟物語（絵コンテ）

2011年
- BLEACH（絵コンテ・演出）

2012年
- 坂道のアポロン（演出）
- エリアの騎士（演出）

2013年
- はじめの一歩（2013年 - 2014年、絵コンテ・演出）

2014年
- RAIL WARS!（演出）
- デュエル・マスターズシリーズ（VS、VSR、VSRFなど）（2014年 - 2019年、絵コンテ・演出、ED絵コンテ・演出）
- 残響のテロル（絵コンテ・演出）
- 怪盗ジョーカー（2014年・2016年、絵コンテ・演出、ED絵コンテ・演出）

2015年
- ワカコ酒（監督・絵コンテ・演出）

2016年
- エンドライド（演出）

2017年
- 笑ゥせぇるすまんNEW（絵コンテ）

2019年
- 五等分の花嫁（絵コンテ）

2020年
- ゾゾゾ ゾンビーくん（2020年 - 2021年、監督・絵コンテ・演出）

2021年
- ぐんまちゃん（絵コンテ）
- ミュークルドリーミー みっくす! （2021年 - 2022年、絵コンテ）

2022年
- 惑星のさみだれ（絵コンテ）
- 虫かぶり姫（絵コンテ）

2023年
- TRIGUN STAMPEDE（絵コンテ・演出）

2024年
- 悪役令嬢レベル99 〜私は裏ボスですが魔王ではありません〜（監督・絵コンテ・演出）
- うる星やつら（2022年版）（絵コンテ）
- 女神のカフェテラス（絵コンテ・演出）
- 小市民シリーズ（演出）
- ささやくように恋を唄う（絵コンテ）

2025年
- うたごえはミルフィーユ（絵コンテ）

### 劇場アニメ
- 銀色の髪のアギト（2006年、演出助手）
- カラフル（2010年、演出助手）
- 映画ドラえもん 新・のび太と鉄人兵団 〜はばたけ 天使たち〜（2011年、演出）
- 映画ドラえもん のび太と奇跡の島 〜アニマル アドベンチャー〜（2012年、演出）
- 映画ドラえもん のび太のひみつ道具博物館（2013年、演出）
- 劇場版薄桜鬼第一章京都乱舞（2013年、演出）
- 楽園追放（2014年、演出助手）

### OVA
- ワンパンマン（2015年、演出）

### Webアニメ
- ゾゾゾ ゾンビーくん（2017年、監督）
- Duel Masters LOST 〜月下の死神〜（2025年、絵コンテ）